# Last Period
Last Period: The Journey to the End of the Despair (ラストピリオド~終わりなき螺旋の物語~?, Rasuto Piriodo: owarinaki rasen no monogatari) è un videogioco di ruolo giapponese free-to-play creato da Happy Elements, pubblicato in Giappone per Android e iOS a maggio 2016. Un adattamento anime, prodotto da J.C.Staff, è stato trasmesso in Giappone tra l'11 aprile e il 27 giugno 2018.

## Personaggi
Haru (ハル?)
Doppiato da: Natsuki Hanae
Choco (ちょこ?, Choko)
Doppiata da: Yukari Tamura
Liza (リーザ?, Rīza)
Doppiata da: Mika Kikuchi
Gajeru (ガジェル?)
Doppiata da: Ayumu Murase
Erika (エーリカ?, Ērika)
Doppiata da: Ai Kakuma
Campanella (カンパネルラ?, Kanpanerura)
Doppiata da: M.A.O
Miu (ミウ?)
Gilled (ジレッド?, Jireddo)
Doppiato da: Yamato Kinjo
Noin (ノイン?)
Doppiata da: Reina Ueda
Iona (イオナ?)
Doppiata da: Ai Kayano
Mizaru (ミザル?)
Doppiata da: Sayaka Harada
Kikazaru (キカザル?)
Doppiata da: Akari Kitō
Iwazaru (イワザル?)
Doppiata da: Ayumu Mano
Guru (グル?)
Doppiato da: Shiori Izawa

## Anime
Un adattamento anime di dodici episodi, prodotto da J.C.Staff e diretto da Yoshiaki Iwasaki, è andato in onda dall'11 aprile al 27 giugno 2018. La composizione della serie è a cura di Hideki Shirane, mentre la colonna sonora è stata composta da Manual of Errors. Le sigle di apertura e chiusura sono rispettivamente Yokubari Dreamer (欲張りDreamer?) di Natsuki Hanae e Yukari Tamura e Wiseman no theme (ワイズマンのテーマ?, Waizuman no tēma) delle Wiseman (gruppo formato da Sayaka Harada, Akari Kitō e Ayumu Mano). In tutto il mondo, ad eccezione dell'Asia, gli episodi sono stati trasmessi in streaming in simulcast, anche coi sottotitoli in lingua italiana, da Crunchyroll.

### Episodi
| Nº | Titolo italiano Giapponese 「Kanji」 - Rōmaji                    | In onda        | In onda |
| Nº | Titolo italiano Giapponese 「Kanji」 - Rōmaji                    | Giapponese     |         |
| 1  | Notifica di chiusura 「終了のお知らせ」 - Shūryō no oshirase     | 11 aprile 2018 |         |
| 2  | Le terme 「温泉改」 - Onsen-kai                                  | 18 aprile 2018 |         |
| 3  | Vivere alla giornata 「その日暮らし」 - Sonohigurashi            | 25 aprile 2018 |         |
| 4  | Ricchi di Zel(o) 「おゼル持ち」 - O zeru mochi                   | 2 maggio 2018  |         |
| 5  | Cosa c'è in un nome (di palude)? 「沼の名は。」 - Numa no na wa. | 9 maggio 2018  |         |
| 6  | Confessioni di una maschera 「仮面の告白」 - Kamen no Kokuhaku   | 16 maggio 2018 |         |
| 7  | Amici animaletti 「あにまるトモダチ」 - Animaru tomodachi        | 23 maggio 2018 |         |
| 8  | Episodio dei costumi da bagno 「水着貝」 - Mizugi kai            | 30 maggio 2018 |         |
| 9  | Espansione della galassia 「膨張する銀河」 - Bōchō suru ginga    | 6 giugno 2018  |         |
| 10 | Happy Monster 「はぴえれ怪」 - Hapi erekai                       | 13 giugno 2018 |         |
| 11 | Racconto di fantasia 「架空の話」 - Kakū no Hanashi              | 20 giugno 2018 |         |
| 12 | Last Period 「ラストピリオド」 - Rasuto Piriodo                  | 27 giugno 2018 |         |